# 荘司美代子
- 莊司美代子

荘司 美代子（しょうじ みよこ、1936年7月12日 - 2020年4月7日）は、日本の女優、声優。東京府（現：東京都）出身。

## 来歴
東京都立富士高等学校卒業。
1958年、劇団俳優座養成所7期卒業。同年に劇団新人会に入団し、1961年に退団。1962年に劇団三期会（現 - 東京演劇アンサンブル）に入団。その後は同人舎プロダクション（-2011年9月）、Jac in productionに所属していた。
2020年4月7日、脳出血のため東京都杉並区の自宅で死去。83歳没。

## 人物
趣味は小旅行、手芸、読書。身長153cm。

## 出演

### テレビドラマ
- おもかげ（1959年）
- 人生うらおもて（1961年）
- 記念樹（1966年）

### 映画
- 純愛物語（1957年）
- 荒城の月（1958年）

### 舞台
- 安楽兵舎
- おふくろ
- シェークスピア入用
- トム・ソーヤーの冒険

### テレビアニメ
1967年
- リボンの騎士（ヘケート〈初代〉）

1969年
- ウメ星デンカ
- ハクション大魔王
- ムーミン（ミムラ姉さん）
- 昆虫物語 みなしごハッチ

1970年
- 巨人の星

1972年
- 樫の木モック（その母、王妃）
- 新ムーミン（ミムラ姉さん）

1973年
- けろっこデメタン（アマ子）
- 侍ジャイアンツ
- ジャングル黒べえ

1976年
- ブロッカー軍団IVマシーンブラスター（パラソルの女）
- UFO戦士ダイアポロン（園長先生）

1977年
- あしたへアタック!（かな子の母）
- シートン動物記 くまの子ジャッキー（婦人D）

1978年
- ルパン三世 (TV第2シリーズ)

1979年
- サイボーグ009（1979年版）（ミレット夫人）
- 新・巨人の星II
- 未来ロボ ダルタニアス（あやめの母）

1980年
- 宇宙戦艦ヤマトIII（揚羽の母）
- おじゃまんが山田くん（きのどくのママ）
- ニルスのふしぎな旅（ダンフィンのママ）
- メーテルリンクの青い鳥 チルチルミチルの冒険旅行（母）

1982年
- ぽっぺん先生（乳母アリ）

1983年
- 南の虹のルーシー（侯爵夫人）

1986年
- 青春アニメ全集「潮騒」（高島夫人）

1988年
- おそ松くん（1988年版）（母親）

1998年
- EAT-MAN'98（老婆）
- おじゃる丸（電ボ十四）

2001年
- ポケットモンスター（ソフィア）

2003年
- アストロボーイ・鉄腕アトム（ヘレン）

2004年
- かいけつゾロリ（イヌタク母）

2006年
- NANA（中里勝子）
- ポケットモンスター ダイヤモンド&パール（ユキノ）

2008年
- アリソンとリリア（老婆）

2011年
- NO.6（沙布の祖母）

2013年
- ちはやふる シリーズ（2013年 - 2020年、山城今日子） - 2シリーズ

2014年
- ポケットモンスター XY（リサ）

### 劇場アニメ
1969年
- 巨人の星 行け行け飛雄馬

1975年
- アルプスの少女ハイジ

1989年
- アニメ三銃士（メディシス）

1991年
- 機動戦士ガンダムF91（モニカ・アノー）

2002年
- 千年女優（藤原千代子〈70代〉）

2009年
- 8月のシンフォニー -渋谷2002〜2003（宇田川校長）

### ゲーム
- リリーのアトリエ 〜ザールブルグの錬金術士3〜（2001年）
- SDガンダム GGENERATION SPIRITS（2007年、モニカ・アノー）

### 吹き替え

#### 映画
- アウトランド
- 悪魔の美しさ（マルグリット〈ニコール・ベルナール〉）
- アザー・ピープルズ・マネー
- エイジ・オブ・イノセンス/汚れなき情事（ミセス・ウェランド〈ジェラルディン・チャップリン〉）
- 風と共に散る（ベルタ〈メイディ・ノーマン〉）※テレビ版
- キング・コング
- グリンチ ※劇場公開版
- ゴースト/ニューヨークの幻
- ゴッドファーザーPARTIII
- サウンド・オブ・ミュージック
- 西部開拓史（ドルーピーの妻）
- ザ・フライ/ハエ男の恐怖（アンダーソン看護師〈ベティ・ルー・ガーソン〉）※日本テレビ版
- シルバー・ブリット/死霊の牙（タミー）※テレビ朝日版
- 底抜けもててもてて
- ソフィーの選択（リリアン〈ロビン・バートレット〉）※日本テレビ版
- ダイ・ハード（ポーリーナ）※フジテレビ版
- ダイ・ハード2（老女）※フジテレビ版
- 007 ゴールドフィンガー（ミス・マニーペニー〈ロイス・マクスウェル〉）※NET版
- 鳥 ※TBS版
- ナイト・オブ・ザ・リビングデッド/死霊創世記（ヘレン・クーパー〈マッキー・アンダーソン〉[11]）
- ナイル殺人事件 (1978年の映画)
- ネバーランド（スノウ夫人）
- ハートブレイク・リッジ 勝利の戦場（リトル・マリー〈アイリーン・ヘッカート〉）※テレビ朝日版
- 八月の鯨（ティシャ〈アン・サザーン〉）
- ビッグケーヒル
- ファンタズム（ラベンダーの女〈キャシー・レスター〉）
- フォーエヴァー・ヤング 時を超えた告白
- フォー・フレンズ/4つの青春（カーナハン夫人〈ロイス・スミス〉）※日本テレビ版
- ブラッド・ゾーン（アン〈ニリー・ドーン・ポーター〉）
- 誇り高き戦場（ドロシー〈ネバ・パターソン〉）※TBS版1
- ミラーズ（アナ・エセカー〈メアリー・ベス・ペイル〉）
- 舞台恐怖症（イヴ〈ジェーン・ワイマン〉）※テレビ版
- ローマの休日
- ロミオとジュリエット（モンタギュー夫人〈エスメラルダ・ルスポーリ〉）※テレビ朝日版
- 若草物語 ※東京12ch版

#### ドラマ
- アメリカン・ヒーロー
- ER緊急救命室（ライリー夫人、プレスリー、ラーソン夫人、ウェブスター）
- 奥さまは魔女
- 刑事コジャック
- 刑事コロンボ
  - 死者の身代金（パット〈ジーン・バイロン〉）
  - 闘牛士の栄光（カーラ）
  - 溶ける糸
- こちらブルームーン探偵社
- ザ・クローザー（カレン）
- フェーム 愛と青春の旅立ち

#### アニメ
- トムとジェリー（TBS版）（トゥードル、トゥーツ、カナリア、アヒル、主人〈女性〉 他）
- ピノキオの宇宙大冒険（星の精）